# Granite Falls (Minnesota)
Granite Falls is een plaats (city) in de Amerikaanse staat Minnesota, en valt bestuurlijk gezien onder Chippewa County en Yellow Medicine County.

## Demografie
Bij de volkstelling in 2000 werd het aantal inwoners vastgesteld op 3070.
In 2006 is het aantal inwoners door het United States Census Bureau geschat op 2973, een daling van 97 (-3.2%).

## Geografie
Volgens het United States Census Bureau beslaat de plaats een oppervlakte van
9,5 km², waarvan 8,9 km² land en 0,6 km² water. Granite Falls ligt op ongeveer 274 m boven zeeniveau.

## Plaatsen in de nabije omgeving
De onderstaande figuur toont nabijgelegen plaatsen in een straal van 20 km rond Granite Falls.